# Anomius peyerimhoffi
Anomius peyerimhoffi är en skalbaggsart som beskrevs av André Théry 1925. Anomius peyerimhoffi ingår i släktet Anomius och familjen Aphodiidae. Inga underarter finns listade i Catalogue of Life.